# Torre de Botafuegos
La Torre de Botafuegos o Torre de Montelatorre és una torre alimara àrab construïda amb anterioritat al segle xiv com a part del sistema de torres de guaita presents en l'Estret de Gibraltar. Està situada en l'anomenat Monte de la Torre, al terme municipal de los Barrios, Cadis, a 120 metres sobre el nivell de la mar al costat del rierol de Botafuegos, afluent del riu Palmones i al costat del rierol del Prior que forma un embassament als seus peus. Aquesta talaia es trobava a uns 15 quilòmetres de la costa realitzant la vigilància en la ruta que connectava les ciutats d'Al-Yazirat Al-Hadra amb Medina Sidonia i la ruta anomenada la Trocha que comunicava la primera ciutat amb Tarifa. Establia contacte visual amb la torre dels Adalides i aquesta al seu torn amb Algesires pel que la comunicació de l'interior i la costa estava garantida. Es troben poques referències escrites a aquesta torre amb anterioritat al segle xix amb excepció d'alguna referència per part del rei Alfons XI de Castella que durant el cèrcol a la ciutat d'Algesires nomena una talaia en el turonet del Prior que pren el seu nom del Prior de l'Orde de Sant Joan de Jerusalem que participava a la campanya del rei castellà, presumiblement aquesta construcció.
La torre té planta quadrada de sis metres de costat. L'accés a l'edifici es realitza per una porta a nivell del sòl amb un arc de ferradura cec el que indica clares diferències amb altres torres de vigilància de la mateixa època que posseïen l'accés en la segona planta per a impedir l'entrada una vegada es recollia l'escala. Sobre la porta es troba una obertura estreta que permet la comunicació de la primera planta de la torre amb l'exterior. Tant el terra de la primera planta com el de la planta superior tenen volta; la comunicació entre les dues plantes es fa per una escala interna. El mur exterior de la torre té uns 180 centímetres de gruix i està compost per filades de paredat de gres amb argamassa i carreus a les cantonades. S'ignora si la torre es trobava emmerletada pel fet que la seva rematada s'ha perdut per complet.
En l'actualitat, aquesta torre es troba en relatiu bon estat de conservació, tot i que està situada en un terreny particular. Els terrenys circumdants pertanyen a la Família Larios i en ells existeix una finca, anomenada Almoguera. La pèrdua de part de la llinda de la porta ha provocat la formació d'un gran solc que recorre tota la façana i amenaça amb acabar partint-la en dues. A més és un lloc habitual d'excursions de cap de setmana i no falten nombroses pintades i extraccions de material de la torre que alteren la seva aparença.